# Lobuche (Nepal)
Lobuche o Lobuje (en nepalí: लोबुचे) es un pequeño asentamiento cerca del monte Everest, en la región de Khumbu, Nepal. Es una de las últimas paradas nocturnas con alojamiento en el «camino al campamento base» — una caminata que hacen los escaladores en su ruta al campamento base Sur del Everest para intentar ascender al Everest por la ruta estándar sureste. Es también una parada popular entre los excursionistas en la zona. Desde ahí se puede completar la ruta al campamento base del Everest, o detenerse en Gorakshep, la última parada con alojamiento en el camino, y escalar el modesto pico cercano Kala Patthar (de 5545 m), para obtener una rara vista de la cima del Everest. La estructura del Everest es tal que su cumbre no es visible desde el campamento base.
Lobuche, con una elevación de 4940 m s.n.m., está situado a 150 kilómetros al este de la capital de Nepal, Katmandú, y yace cerca del pie del glaciar de Khumbu, aproximadamente a 8.5 km al suroeste del campamento base del Everest. Comparte el nombre con varios picos en el área: Lobuche Extremo Oriente, Lobuche Oriente, y Lobuche Poniente (una montaña separada más hacia el oeste). Labuche Kang (pronunciado a veces como Lobuche Kang) no forma parte del grupo local de montañas, pero sí se localiza en la zona del Tíbet.
Lobuche es un lugar particularmente ajetreado cada año durante el mes de abril, cuando cientos de porteadores y sherpas de la región, lo atraviesan en su camino al campamento base. Muchos de ellos transportan suministros con la ayuda de yaks o por otros medios, para diversos escaladores y expediciones, que también viajan por ese camino como preparación para la temporada primaveral de ascenso al Everest en mayo.
Los servicios de alojamiento en Lobuche son muy primitivos, consistiendo principalmente en cabañas de piedra con dormitorios compartidos con literas. En años más recientes ha habido algunas mejoras para tener instalaciones modernas y más cómodas, tales como siete refugios provistos de 200 habitaciones de dos camas. Algunos refugios cuentan con internet y servicios de oxígeno.

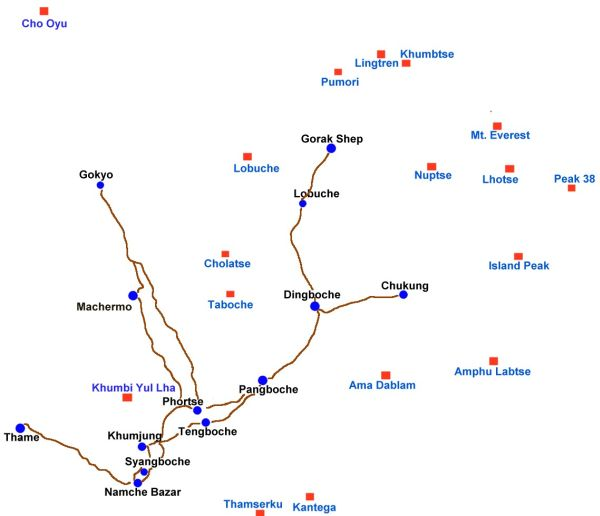
Mapa de la región de Khumbu

## Galería

Lobuche
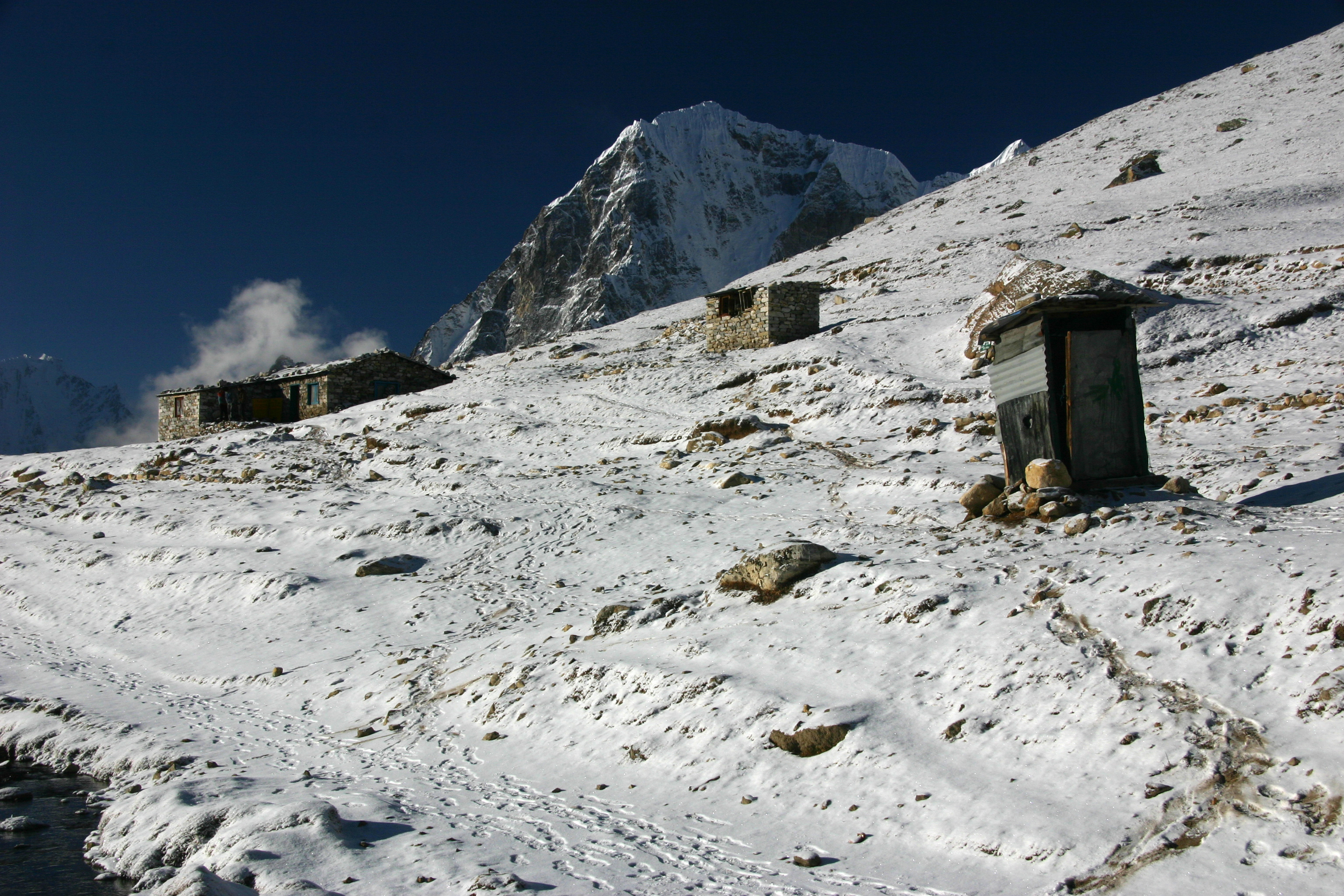
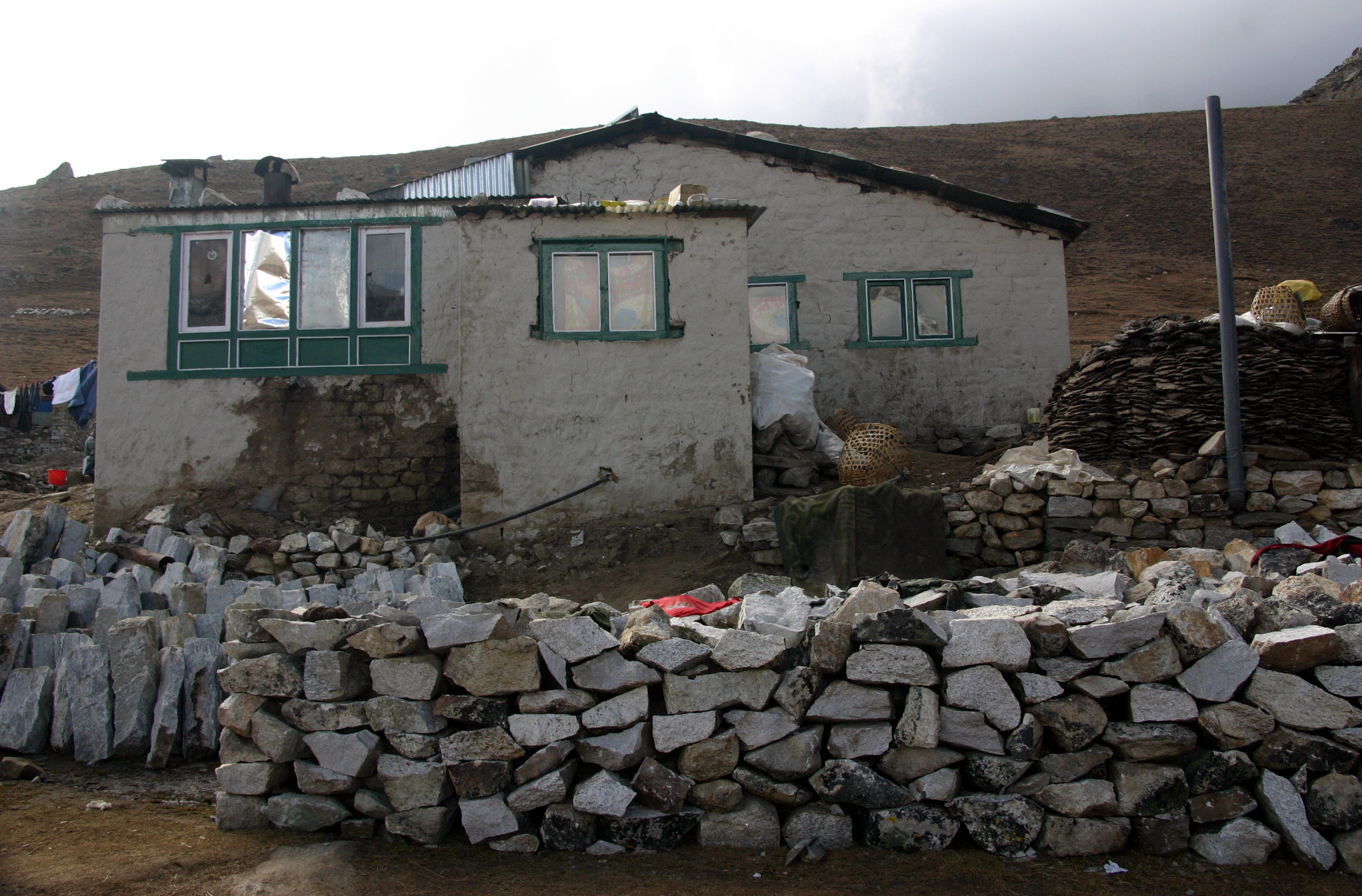
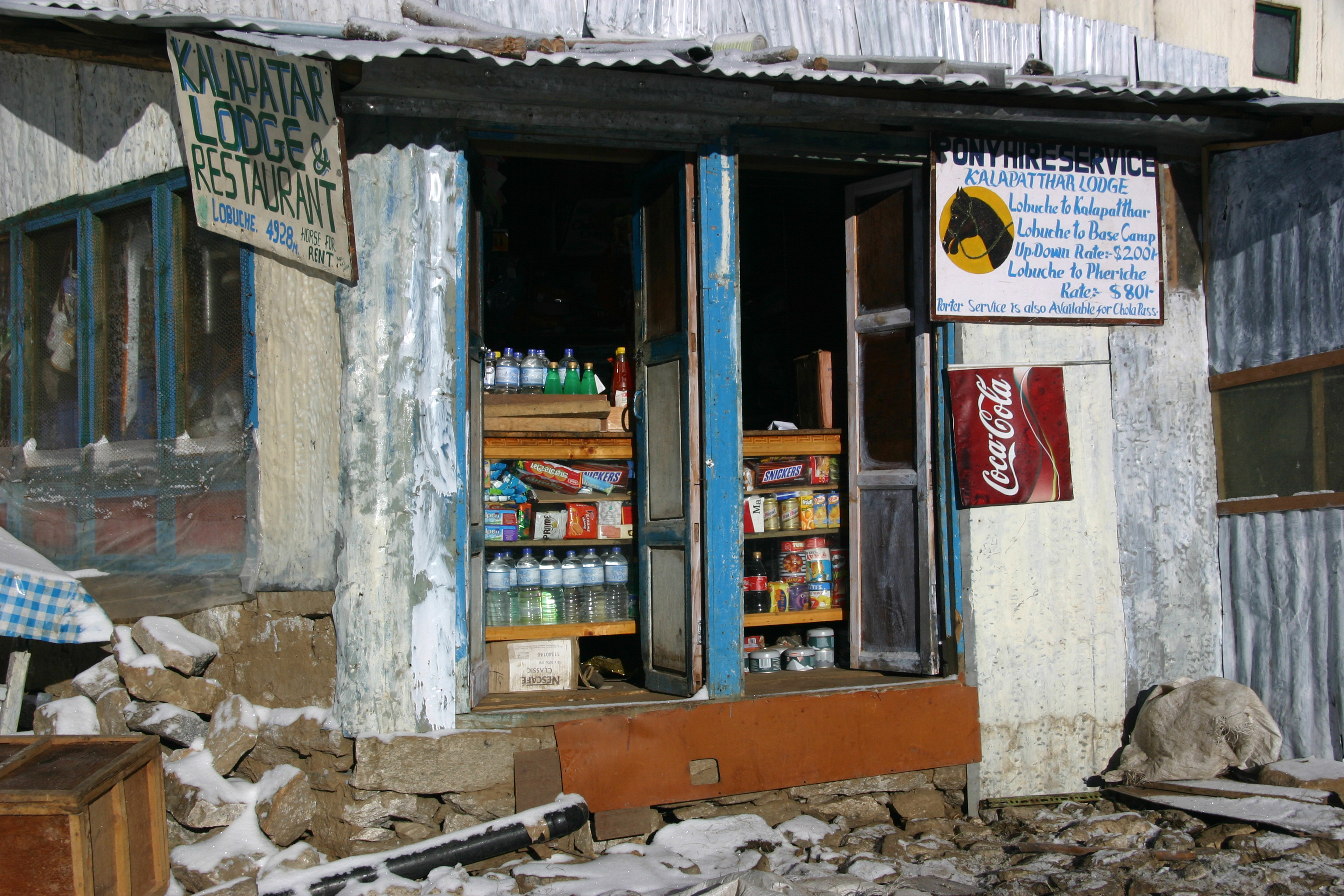
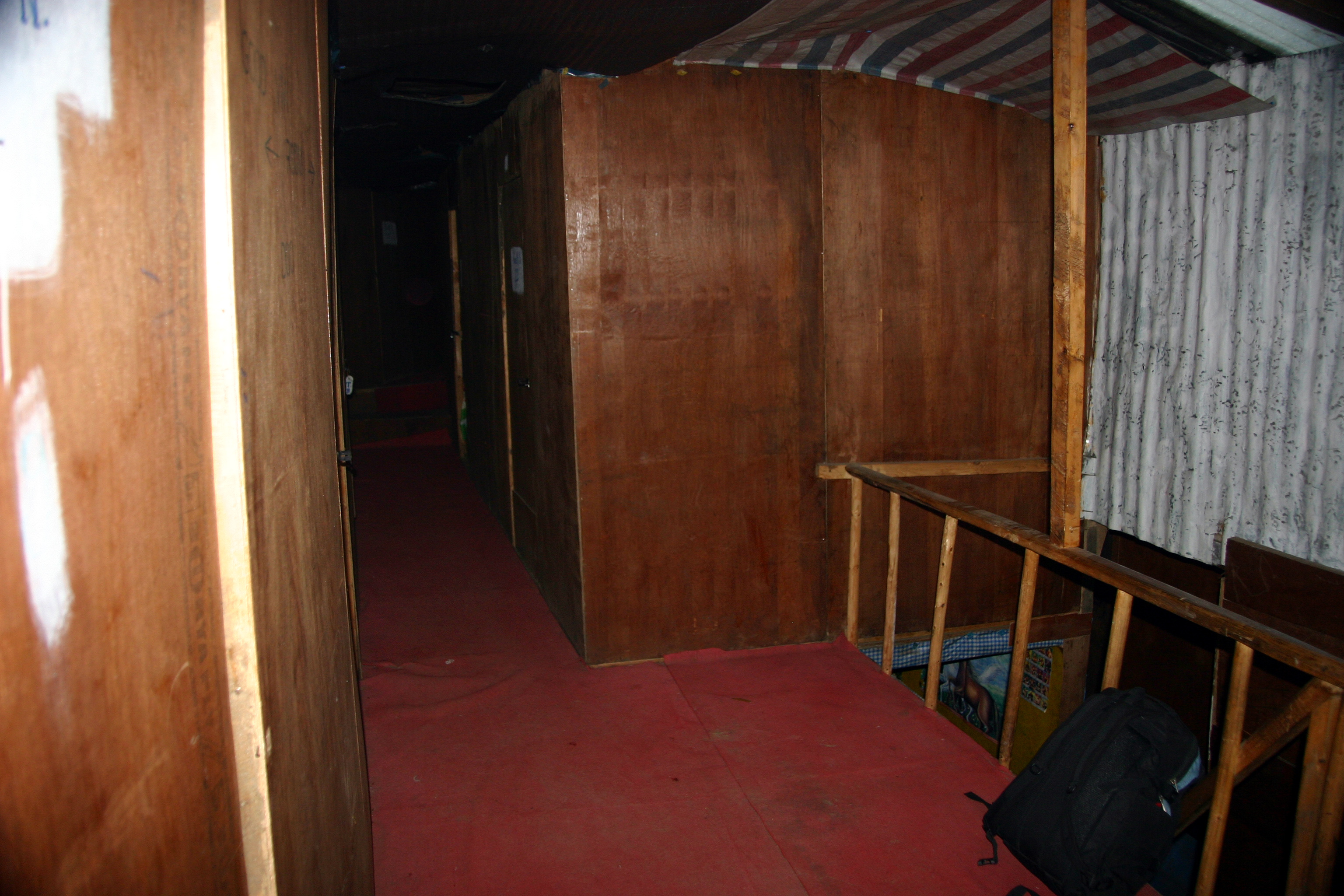
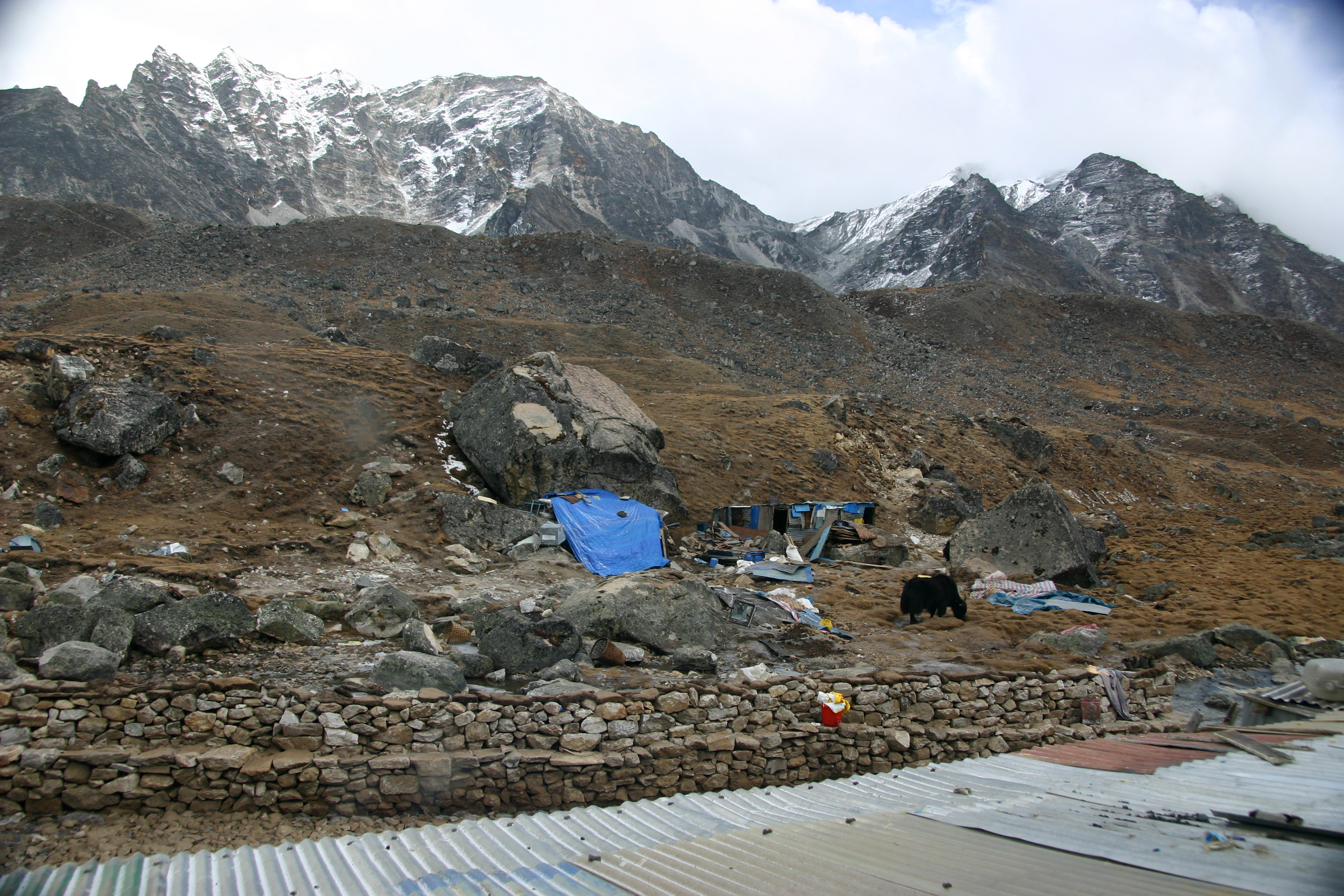
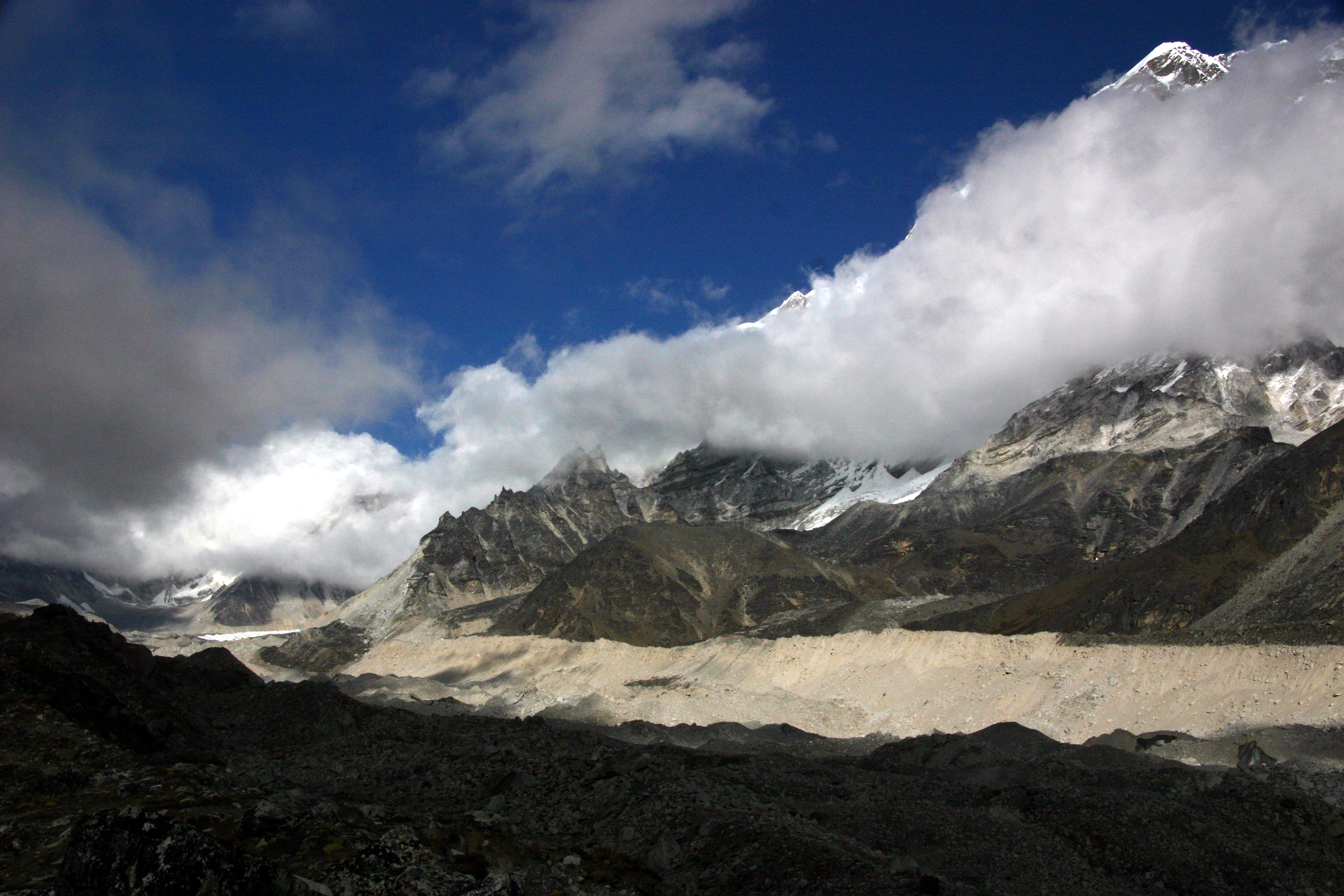